# Chassalia subnuda
Chassalia subnuda là một loài thực vật có hoa trong họ Thiến thảo. Loài này được (Hiern) Hepper mô tả khoa học đầu tiên năm 1962.